# Giấc mơ danh vọng
Giấc mơ danh vọng (tên gốc: Dreamgirls) là một bộ phim ca nhạc Mỹ của đạo diễn Bill Condon được công chiếu lần đầu vào năm 2006, do hai hãng DreamWorks Pictures cùng Paramount Pictures hợp tác sản xuất và phát hành. Bộ phim được chiếu ra mắt tại ba roadshow đặc biệt bắt đầu vào ngày 15 tháng 12 năm 2006, phát hành chính thức trên toàn nước Mỹ vào 25 tháng 12 năm 2006. Dreamgirls đã giành tổng cộng 3 giải Quả cầu vàng năm 2007, trong đó có giải Phim xuất sắc nhất thuộc thể loại Hài kịch hay Nhạc kịch, đồng thời cũng chiến thắng ở hai hạng mục tại lễ trao giải Oscar lần thứ 79. Phim được khởi chiếu tại Việt Nam với tựa đề chính thức là Giấc mơ danh vọng.
Được chuyển thể từ vở nhạc kịch Broadway cùng tên năm 1981, Dreamgirls lấy bối cảnh hai thập niên 1960-1970 và sử dụng dàn diễn viên chủ yếu là người Mỹ gốc Phi. Nội dung vở kịch dựa trên lịch sử phát triển âm nhạc R&B ở Hoa Kỳ trong suốt kỷ nguyên của âm nhạc doo-wop, soul, âm thanh Motown, funk và disco. Thêm vào đó, nội dung vở nhạc kịch có những chi tiết dựa trên cuộc đời và sự nghiệp của nhóm nhạc nữ danh tiếng của Motown, Diana Ross & The Supremes; và mối liên hệ này tiếp tục được mở rộng thêm trong phiên bản điện ảnh. Dreamgirls là phim kể về cuộc đời của Effie White, Deena Jones và Lorrell Robinson, ba cô gái trẻ đã thành lập một nhóm tam ca ở thành phố Detroit, Michigan mang tên "The Dreamettes". Nhờ sự giúp đỡ của nhà quản lý thu âm Curtis Taylor, Jr., Dreamettes đã dần trở nên nổi tiếng khi là nhóm hát bè cho ca sĩ nhạc soul James "Thunder" Early. Mâu thuẫn xảy ra giữa các thành viên khi Curtis chuyển nhóm hát này thành một ban nhạc theo xu hướng pop, với tên gọi mới "The Dreams", và đặc biệt khi đưa Deena lên thay thế Effie ở cả vai trò ca sĩ hát chính lẫn vị trí người tình của Curtis.
Giấc mơ danh vọng có sự tham gia của những ngôi sao như Jamie Foxx, Beyoncé Knowles, Eddie Murphy, và Jennifer Hudson, người đã nhận giải Oscar cho nữ diễn viên phụ xuất sắc nhất với vai diễn Effie White. Nhà sản xuất của phim là Laurence Mark; kịch bản đã được Bill Condon chuyển thể từ kịch bản gốc của Tom Eyen và các ca khúc do Eyen cùng Henry Krieger sáng tác. Bốn ca khúc mới, do Krieger viết nhạc và nhiều người khác soạn lời, đã được đưa thêm vào trong phim.

## Các nhân vật
- Curtis Taylor, Jr. (Jamie Foxx), nhân vật dựa trên nguyên mẫu người sáng lập hãng đĩa Motown, Berry Gordy, Jr.[6]. Curtis là một nhà kinh doanh xe Cadillac kiêm quản lý thu âm đầy thủ đoạn, người đã sáng lập hãng Rainbow Records. Một tham vọng không ngừng của anh là đem tên tuổi những nghệ sĩ da đen đến với những thính giả da trắng.
- Deena Jones (Beyoncé Knowles), lấy hình mẫu từ diva Diana Ross[6]. Deena là một cô gái được giáo dục tốt, xinh đẹp và có một giọng hát "không có tính cách, không có chiều sâu" (theo lời Curtis). Cùng với hai người bạn Lorrell Robinson và Effie White, họ là ba thành viên ban đầu của nhóm "The Dreamettes", mà sau này đổi tên thành "The Dreams". Nhờ vẻ đẹp của mình, Deena đã được Curtis để ý, trở thành ca sĩ chính của nhóm nhạc Dreams, ngôi sao lớn nhất của hãng đĩa Rainbow và cũng là vợ của Curtis.
- James "Thunder" Early, thường gọi "Jimmy" Early (Eddie Murphy). Hình ảnh nhân vật này được lấy cảm hứng từ những nam ca sĩ R&B/soul danh tiếng như James Brown, Jackie Wilson, và Marvin Gaye[7]. Jimmy là một ca sĩ nhạc soul có chất giọng khàn, tuy nhiên Curtis lại biến anh trở thành một ca sĩ chỉ chuyên hát pop balllad. Là một người phóng túng, anh đã quan hệ yêu đương với Lorell, một thành viên của nhóm Dreams, dù đã có vợ, và khi công việc và tình ái gặp bế tắc, Jimmy tìm đến với ma túy.
- Marty Madison (Danny Glover), người quản lý và cũng là người bạn thân thiết của Jimmy trước khi gặp Curtis. Sau này Marty cũng trở thành người giúp đỡ Effie White quay lại với sự nghiệp.
- Effie White (Jennifer Hudson), lấy nguyên mẫu từ ca sĩ Florence Ballard, thành viên ban đầu của The Supremes, đã bị Gordy buộc rời khỏi nhóm vào năm 1967, thay thế bởi thành viên mới Cindy Birdsong[7]. Ngoài ra, nhân vật này cũng chịu ảnh hưởng từ những diva nhạc soul Etta James và Aretha Franklin[8]. Effie là ca sĩ hát chính trong nhóm Dreamettes và là người yêu của Curtis khi nhóm mới đổi tên thành Dreams; mà sau đó đã phải rời khỏi nhóm. Ở Effie, tất cả mọi thứ đều quá cỡ, từ vóc dáng đậm đà đến giọng hát đầy chất soul quá đặc biệt, cùng với tính cách nóng nảy ương bướng. Chính vì thế, khi bị mất đi vai trò hát chính cũng như vị trí trong trái tim Curtis vào tay Deena, cô trở nên ghen tức và cư xử nóng giận với tất cả mọi người.
- Lorrell Robinson (Anika Noni Rose), dựa trên nhân vật ngoài đời Mary Wilson, một thành viên Supremes[7]. Lorell là một trong ba thành viên đầu tiên của The Dreams, tính cách dễ ưa. Cô đem lòng yêu Jimmy Early và trở thành người tình của anh ta.
- C.C. White hay Clarence Conrad White (Keith Robinson), được dựa trên Smokey Robinson, phó Chủ tịch đồng thời cũng là một nhạc sĩ của Motown[9]. C.C. là một nhạc sĩ có tài và là em trai của Effie. Anh là nhạc sĩ chính sáng tác ca khúc cho nhóm Dreamettes thuở ban đầu và cho cả đội ngũ của hãng Rainbow sau này.
- Michelle Morris (Sharon Leal), dựa trên thành viên nhóm Supremes, Cindy Birdsong[10]. Michelle là người thay thế Effie trong The Dreams, chính thức sau khi Effie rời khỏi nhóm. Cô trở thành người yêu của C.C. sau đó.
- Wayne (Hinton Battle), nhân viên giao dịch tại cửa hàng Cadillac của Curtis, sau trở thành nhà sản xuất đầu tiên của Rainbow và trợ lý thân tín của Curtis.

Ngoài những nhân vật trên, bộ phim còn có sự tham gia của những diễn viên phụ khác: Mariah I. Wilson vai Magic, con gái Effie và Curtis Taylor; Yvette Cason vai May Jones, mẹ Deena; Ken Page vai Max Washington, chủ câu lạc bộ nơi Effie đến hát; Alexander Folk vai Ronald White, cha của Effie và C.C.. Những người được biết tới tham gia bộ phim (cameo) gồm có John Lithgow và John Krasinski trong vai nhà sản xuất phim và nhà biên kịch; Jaleel White vai người tìm kiếm tài năng của Nhà hát Detroit; Dawnn Lewis vai Melba Early, vợ Jimmy; và Laura Bell Bundy, diễn viên Broadway từng được đề cử giải Tony Award, đóng vai một diễn viên trong video ca nhạc của bản cover bài Cadillac Car. Loretta Devine, người đầu tiên thủ vai Lorell trên sân khấu nhạc kịch Broadway, đã đóng vai một ca sĩ nhạc jazz tại câu lạc bộ của Max Washington, người hát ca khúc "I Miss You Old Friend" để tưởng nhớ đến Jimmy Early vừa mới qua đời.
Bên cạnh đó, một số nghệ sĩ xuất hiện trong phim lại có nét tương đồng với những nghệ sĩ R&B ngoài đời thực, trong số đó có Little Albert & the Tru-Tones (Little Anthony & the Imperials), Tiny Joe Dixon (B.B. King), The Family Funk (Sly & the Family Stone), và The Campbell Connection (The Jackson 5).

## Nội dung
Giống như phiên bản nhạc kịch gốc, Giấc mơ danh vọng được chia làm hai hồi: hồi đầu lấy thời gian từ 1962–1966, hồi sau từ 1973 đến 1975.

### Hồi I
Bộ phim khởi đầu tại thành phố Detroit, Michigan vào năm 1962, khi một nhóm hát nữ nghiệp dư người Mỹ gốc Phi mang tên The Dreamettes tham dự một cuộc thi âm nhạc tài năng tổ chức tại nhà hát Detroit. Ở hậu trường, ba cô gái trẻ – bao gồm ca sĩ hát chính Effie White (Jennifer Hudson) cùng Deena Jones (Beyoncé Knowles) và Lorrell Robinson (Anika Noni Rose) gặp được Curtis Taylor, Jr. (Jamie Foxx), một tay kinh doanh xe Cadillac có nhiều tham vọng, với kế hoạch định lấn sân sang thị trường âm nhạc. Trở thành ông bầu của nhóm, Curtis sắp xếp cho Dreamettes lưu diễn với vai trò nhóm hát bè cho ngôi sao R&B địa phương, Jimmy Early (Eddie Murphy). Tour diễn còn có sự tham gia của em trai Effie, C.C. White (Keith Robinson), là một nhạc sĩ viết ca khúc, cùng người quản lý của Jimmy, Marty (Danny Glover); và đã đi dọc khắp nước Mỹ, ở các địa điểm chitlin' circuit[a].

Việc hát bè cho ca sĩ nhạc soul Jimmy Early đã đem lại thành công ban đầu cho ba cô gái Dreamettes.

Với hy vọng đem Jimmy và các cô gái đến với số đông thính giả, Curtis thành lập hãng thu âm riêng của mình mang tên Rainbow Records ("Âm thanh của tương lai"), bên ngoài văn phòng giao dịch ô tô của anh ta, và đưa C.C. làm nhạc sĩ sáng tác chính của công ty. Tuy nhiên, đĩa đơn đầu tiên của Rainbow lại thất bại sau khi một nhóm pop da trắng phát hành phiên bản cover. Curtis và người cộng sự, Wayne (Hinton Battle), hối lộ cho các đài phát thanh để phát sóng các ca khúc của nhóm. Nhờ vậy, Curtis đã giúp Jimmy và các cô gái leo lên vị trí đầu của bảng xếp hạng Billboard Hot 100, đồng thời có được một đêm diễn đắt giá ở nhà hát Apollo. Effie nhanh chóng trở nên mê đắm với Curtis dẻo miệng, và Jimmy – một người đã có vợ – lại khởi đầu mối quan hệ yêu đương với Lorrell.
Marty trở nên bất mãn với kế hoạch của Curtis, đã biến hình ảnh và âm nhạc của Jimmy trở nên pop hóa, và vì thế ông đã cắt đứt quan hệ với Jimmy, ở vai trò người quản lý lẫn bạn bè. Tuy nhiên sau đó Curtis lại nhận ra rằng không thể hoàn toàn biến Jimmy thành một ngôi sao pop, anh đã chuyển mối quan tâm sang nhóm Dreamettes. Thấy rằng giọng hát của Effie quá đặc biệt hơn bình thường và cô lại có vóc dáng quá to béo để thu hút khán thính giả da trắng, Curtis quyết định đưa Deena mảnh mai và xinh đẹp trở thành người hát chính. Dù rằng cả Effie và Deena đều phản đối quyết định này, nhưng họ vẫn phải buộc chấp nhận sự thay đổi đó.
Với những ca khúc mới và hình ảnh mới đầy hấp dẫn, The Dreamettes trở thành The Dreams, một nhóm nhạc pop hàng đầu mà độ nổi tiếng có thể sánh ngang với ban nhạc đến từ nước Anh The Beatles năm 1965. Dù vậy, Effie vẫn không thể hài lòng vì bị Deena thế chỗ, cô bắt đầu cư xử mất bình tĩnh, đặc biệt khi nhận ra tình cảm của Curtis cũng chuyển sang phía Deena. Khi Effie cảm thấy không khỏe và từ bỏ buổi diễn tập của Dreams cho đêm diễn mừng tất niên 1966 tại Las Vegas, Curtis đã thay thế vị trí của cô bằng thư ký của anh ta, Michelle Morris (Sharon Leal). Sau khi biết mình đã có thai, Effie quay trở lại Caesar's Palace và gặp Michelle ở đây. Sau một cuộc tranh cãi nảy lửa với tất cả mọi người, Effie cuối cùng cay đắng nhận ra cô đã mất đi tất cả, mất đi nhóm nhạc mà cô đã gắn bó, mất đi người em trai, và mất đi Curtis.

### Hồi II

Deena (trái) và Curtis (phải), trong cảnh của bài hát "When I First Saw You", khi Curtis đang cố gắng thuyết phục Deena tham gia dự án phim Cleopatra.

Tám năm sau, năm 1973, Effie lúc này đã trở thành một bà mẹ của một cô con gái 8 tuổi, tên Magic (Mariah I. Wilson). Họ cùng sống với nhau trong một khu phố cũ của Detroit, với sự quan tâm duy nhất của cha Effie, ông Ronald (Alexander Folk). Sự nghiệp âm nhạc của cô đã qua, và Effie vẫn đang phải tìm kiếm một công việc hát mới, nên hai mẹ con vẫn phải sống nhờ tiền trợ cấp. Trong khi đó, Rainbow Records đã chuyển cơ sở tới Los Angeles, việc kinh doanh rất thành công với nhóm nhạc hàng đầu Deena Jones & The Dreams cùng nhiều ngôi sao khác. Để mở rộng đế chế của mình sang lĩnh vực điện ảnh, Curtis đã bắt Deena, lúc này đã là vợ anh, dù không thích vẫn phải tham gia dự án làm bộ phim nhạc kịch blaxploitation[b] mang tên Cleopatra, làm lại từ bộ phim cùng tên năm 1963.
Dù vẫn thuộc đội ngũ ngôi sao của Rainbow, nhưng vị thế của Jimmy Early đã trở nên mờ nhạt, và Curtis rất ít quan tâm đến việc đổi mới hình ảnh và phong cách cho Jimmy. Không thỏa mãn với người vợ Melba (Dawnn Lewis) của mình và cả cô người tình lâu năm Lorrell, Jimmy tìm đến với ma túy. Mặt khác, mối quan hệ của C.C. và Effie vẫn tiếp tục xa cách, và Effie bướng bỉnh vẫn phớt lờ tất cả những thư từ và tiền bạc C.C. gửi tới cho cô. Cuối cùng, Effie đã phải dẹp bỏ tính kiêu ngạo vốn có, và được Marty, với vai trò người quản lý mới, giúp cô đi hát trở lại tại một câu lạc bộ nhỏ ở Detroit.
Năm 1974, Rainbow Records tổ chức chương trình truyền hình đặc biệt nhân kỷ niệm 10 năm thành lập. Giữa chương trình, Jimmy quyết định rằng anh không thể hát "những bài ca buồn" thêm nữa, và anh bùng nổ sân khấu với một phong cách funk kiểu James Brown đầy phóng túng. Những khán giả dường như thích thú sự thay đổi đó, tuy nhiên màn biểu diễn đã đi quá xa khi Jimmy cởi quần dài ngay giữa sân khấu, khi đang truyền hình trực tiếp. Bởi thế, Curtis tức giận và chấm dứt hợp đồng với Jimmy, và Lorrell nói lời kết thúc mối quan hệ kéo dài 8 năm của hai người. Không lâu sau, Deena gặp một nhà sản xuất phim (John Lithgow) và nhà viết kịch bản (John Krasinski); cô nhận ra rằng chính sự trói buộc của Curtis đã cản trở khả năng của cô ở những lĩnh vực khác. Ở hãng thu âm, C.C. phản ứng với bản thu mới do Curtis sản xuất, đã biến thông điệp trong ca từ và âm nhạc của bài hát anh viết, trở thành một sản phẩm thương mại vô hồn. Cuộc họp đã bị ngắt quãng bởi những tin tức mới được đưa tới, và tiếng hét đau khổ của Lorrell trước khi chạy vào phòng. Trong khi Deena đang cố gắng an ủi cô, những người khác trong nhóm mới biết được nguyên do từ tin tức trên tivi: Jimmy 'Thunder' Early, đã được tìm thấy chết tại khách sạn L.A., có thể là do sử dụng heroin quá liều.

The Dreams: (từ trái qua) Michelle, Deena, Lorell; trong cảnh quay ca khúc "One Night Only" (phiên bản disco) mà đã trở thành một hit lớn trong phim.

C.C., tức giận về cái chết của Jimmy và những gì Curtis làm với âm nhạc của anh, đã rời bỏ Rainbow Records. Anh quay trở lại Detroit và tìm gặp Effie. Hai chị em hòa giải với nhau và cùng thực hiện đĩa đơn đánh dấu sự trở lại của Effie, "One Night Only". Ngay khi ca khúc mới được phát trên sóng phát thanh ở Detroit, Curtis phá bằng cách hối lộ cho những DJ, khiến họ phát sóng bản cover phong cách disco của Deena Jones & The Dreams thay thế bản gốc của Effie. Phiên bản của The Dreams sau trở thành một hit cỡ lớn vào đầu năm 1975.
Curtis cũng đã biết về việc Deena gặp gỡ những nhà sản xuất phim khác, anh ta áp đặt bắt Deena từ bỏ dự định. Bị cự tuyệt, Deena lén vào văn phòng của Curtis và phát hiện ra những bằng chứng Curtis hối lộ các đài phát thanh, đồng thời tìm thấy bản thu "One Night Only" của Effie. Trong sự tức giận, cô đã gọi đến Effie và C.C.. Hai người họ cùng Marty và luật sư tới trụ sở Rainbow. Ở đây, trong khi Effie và Deena hòa giải với nhau, Curtis bị buộc phải chấp nhận thỏa thuận: hoặc họ sẽ tố cáo anh ta lên FBI vì những hành vi hối lộ (mà bằng chứng do Deena cung cấp), hoặc anh ta sẽ phải tài trợ cho hãng đĩa mới của C.C., cho phép phân phối đĩa đơn của Effie trên toàn quốc. Curtis sau đó đe dọa Deena, và cô quyết định sẽ rời bỏ Curtis để tìm con đường đi riêng của mình.
Cuối cùng, Deena Jones & the Dreams tổ chức một buổi biểu diễn chia tay ở Nhà hát Detroit. Phần cuối chương trình, Effie tái hợp với Deena, Lorrell và Michelle trên sân khấu. Họ cùng hát ca khúc đã gắn với tên tuổi của nhóm, "Dreamgirls", do Effie hát chính. Lúc đấy, Curtis bỗng nhận ra cô bé Magic đang đứng ở hàng ghế trước mặt chính là con gái của mình.

## Nhạc phẩm trong phim
| Hồi I 1. "I'm Lookin' for Something" - The Stepp Sisters 2. "Goin' Downtown" - Little Albert & the Tru-Tones 3. "Takin' the Long Way Home" - Tiny Joe Dixon 4. "Move" - The Dreamettes 5. "Fake Your Way to the Top" - James "Thunder" Early & the Dreamettes 6. "Cadillac Car" - James "Thunder" Early & the Dreamettes 7. "Cadillac Car (Reprise)" - Dave & the Sweethearts 8. "Steppin' to the Bad Side" - Curtis Taylor Jr., C.C. White, Wayne, James "Thunder" Early & the Dreamettes, cùng dàn đồng ca 9. "Love You I Do" - Effie White 10. "I Want You Baby" - Jimmy Early & the Dreamettes 11. "Family" - C.C. White, Effie White, Curtis Taylor Jr., Deena Jones, Lorrell Robinson 12. "Dreamgirls" - The Dreams 13. "Heavy" - The Dreams 14. "It's All Over" - Effie White, Deena Jones, Lorrell Robinson, Michelle Morris, C.C. White và Curtis Taylor Jr. 15. "And I Am Telling You I'm Not Going" - Effie White 16. "Love Love Me Baby" - Deena Jones & the Dreams | Hồi II 1. "I'm Somebody" - Deena Jones & the Dreams 2. "When I First Saw You" - Curtis Taylor Jr. 3. "Patience" - Jimmy Early, Lorrell Robinson, C.C. White cùng dàn đồng ca 4. "I Am Changing" - Effie White 5. "Perfect World" - The Campbell Connection 6. "I Meant You No Harm/Jimmy's Rap" - Jimmy Early 7. "Lorrell Loves Jimmy" - Lorrell Robinson 8. "Family (Reprise)" - Deena Jones & the Dreams 9. "Step on Over" - Deena Jones & the Dreams 10. "I Miss You Old Friend" - Ca sĩ nhạc jazz 11. "Effie, Sing My Song" - C.C. White và Effie White (bị bỏ đi ở phiên bản chiếu rạp, chỉ xuất hiện trong DVD) 12. "One Night Only" - Effie White 13. "One Night Only (Disco)" -Deena Jones & the Dreams 14. "Listen" - Deena Jones 15. "Effie White's Gonna Win" - Effie White 16. "Hard to Say Goodbye" - Deena Jones & the Dreams 17. "Dreamgirls (Finale)" - the Dreams |

## Liên hệ với thực tế
Một điều rõ ràng là nội dung Dreamgirls có nhiều mối liên hệ trực tiếp hoặc gián tiếp đến những nhân vật và sự kiện trong thực tế, dù không phải là một bộ phim tiểu sử. Bên cạnh cốt truyện chung và những tình tiết cũng có trong phiên bản nhạc kịch, phim còn chứa nhiều chi tiết khác ám chỉ đến nhóm nhạc Supremes, hãng đĩa Motown nói riêng và lịch sử âm nhạc R&B/soul nói chung. Trong một cảnh phim, Effie đi vào văn phòng của Curtis và nói về đĩa LP mới của hãng Rainbow, The Great March to Freedom, một album nói bao gồm những bài phát biểu của Martin Luther King, Jr.. Trên thực tế, album này đã được Motown phát hành, với nhãn Gordy 906 vào tháng 6 năm 1963. Một cảnh khác, khi Curtis và The Dreams đang thu âm trong phòng thu, đã có một cuộc bạo động xảy ra bên ngoài. Tương tự như vậy, phòng thu Hitsville USA của Motown cũng đã hoạt động vào đêm xảy ra vụ bạo động đường số 12 ở Detroit vào tháng 7 năm 1967. Những tấm ảnh dàn dựng để quảng bá bộ phim Cleopatra, xuất hiện trong cảnh của bài hát "When I First Saw You", cũng như trong đoạn Deena đang bị buộc phải đóng trong bộ phim mà cô không muốn, lại tương ứng với những cảnh và quá trình sản xuất Mahogany, bộ phim của Motown do Diana Ross thủ vai chính và đạo diễn bởi Berry Gordy, Jr..

Bìa hai album cùng tên, Cream of the Crop, của nhóm Deena Jones & The Dreams trong phim (trái) và nhóm Diana Ross & The Supremes trên thực tế (phải).

Bên cạnh đó, mối liên hệ giữa phim và nhóm Supremes lại càng xuất hiện trực tiếp, khi trong bộ phim có hình ảnh bìa những album của Dreams mà được phỏng theo hình bìa album của Supremes. Ba album của Supremes Let the Sunshine In, Cream of the Crop, và Touch đã được bắt chước lại (kể cả tên gọi và hình bìa) thành album của Deena Jones & The Dreams, chỉ khác là thay thế hình ảnh và tên của Diana Ross & The Supremes trên bìa thành Deena Jones & The Dreams. Một LP khác của Dreams xuất hiện trong phim, lại có sự kết hợp từ những thiết kế bìa hai LP More Hits by the Supremes và The Supremes A' Go-Go. Hình ảnh khu nhà dành cho người thu nhập thấp Brewster-Douglass, nơi xuất thân của Diana Ross, Mary Wilson và Florence Ballard, cũng được lồng vào trong một cảnh như là khu nhà mà những thành viên Dreamettes đã trưởng thành.
Diana Ross, sau một thời gian dài chỉ trích phiên bản Broadway vì cho rằng nó là sản phẩm vay mượn thì câu chuyện cuộc đời bà, phủ nhận việc đã xem phiên bản phim. Ross cũng nói đùa rằng "Có thể tôi sẽ xem nó với luật sư của tôi". Một thành viên Supremes khác, Mary Wilson đã đến dự buổi chiếu đầu tiên ở Los Angeles, sau đó nói rằng Dreamgirls làm bà cảm động đến phát khóc, và cho rằng nó còn "gần với sự thật hơn cả những gì bọn họ biết".
Smokey Robinson, tuy nhiên, lại không mấy hài lòng về những ám chỉ của Dreamgirls tới lịch sử hãng Motown. Ngày 25 tháng 1 năm 2007, trong buổi phỏng vấn với NPR, Robinson bày tỏ rằng phim đã phác họa nhân vật dựa trên Berry Gordy, Curtis Taylor Jr., thành một "nhân vật bỉ ổi", một kẻ chuyên hối lộ và làm các hành động phạm pháp khác. Ông cho rằng trên thực tế Gordy đã đem lại cuộc sống tốt hơn cho những người nghệ sĩ da đen, và những ngôi sao gốc Phi tham gia bộ phim, như Beyoncé, Jamie Foxx, Eddie Murphy, đã được thừa hưởng những di sản từ Motown, lại đi "bôi nhọ chính lịch sử của họ". Trong bài phỏng vấn khác với Access Hollywood, ông nhắc lại những bức xúc này và thêm vào đó, nói rằng ông nhận thấy DreamWorks và Paramount đã nợ Gordy một lời xin lỗi. Ngày 23 tháng 2, tức một tuần trước giải Oscar, DreamWorks và Paramount đã nói lời xin lỗi tới Gordy và những thành viên Motown khác. Berry Gordy đã thông cảm và chấp nhận lời xin lỗi, nói rằng ông hoan nghênh hành động xin lỗi của họ và chúc bộ phim may mắn ở giải Oscar sắp tới, tuy nhiên ông cũng phát biểu: "Trong hơn 50 năm qua, tôi đã và đang bảo vệ lòng chính trực, tình yêu và tài năng, những thứ đó đã trở thành những di sản của Motown".
Những kế hoạch hối lộ các hãng phát thanh (payola) của Gordy và các cộng sự được ám chỉ đến trong bộ phim, mà Robinson không đồng ý, đã được khẳng định bởi một quản lý của Motown, Michael Lushka, trong lời khai tại phiên tòa vụ kiện giữa hãng đĩa và nhóm sáng tác chính của họ, Holland-Dozier-Holland. Trong phim, để gây dựng vốn cho Rainbow Records, Curtis đã mượn tiền của các tổ chức mafia. Gordy cũng từng bị hoài nghi về chuyện này, dù chưa bao giờ được xác nhận, rằng đã sử dụng các khoản tiền vay của mafia để cung cấp tài chính cho hãng Motown những năm sau cùng.

## Quá trình sản xuất

### Những kế hoạch sản xuất
Kể từ những năm 1980, đã có vài dự định sản xuất bộ phim chuyển thể từ Dreamgirls, vở nhạc kịch Broadway ra mắt cuối năm 1981 và đã giành 6 giải Tony vào năm 1982. David Geffen, nhà đồng tài trợ cho vở nhạc kịch, đã giữ lại bản quyền sản xuất phim của Dreamgirls và từ chối mọi lời đề nghị chuyển thể khác. Ông viện lý do rằng để bảo tồn trọn vẹn thành quả của đạo diễn vở nhạc kịch Michael Bennett, người đã qua đời vào năm 1987. Geffen, lúc này đang điều hành hãng Warner Bros., kết hợp với hãng Geffen Pictures do ông sáng lập, bắt đầu thảo luận với người viết lời và nhà sản xuất nhạc kịch Broadway Howard Ashman về dự định chuyển thể thành phim với sự tham gia của nữ ca sĩ Whitney Houston, sẽ vào vai chính Deena. Tuy nhiên, kế hoạch này lại gặp vấn đề khi Houston muốn hát các ca khúc của cả hai vai Deena và Effie (đặc biệt ca khúc "And I Am Telling You I'm Not Going"). Rốt cuộc, sau cái chết của Ashman năm 1991, bộ phim đã bị đình lại.
Sau khi Geffen đồng sáng lập hãng DreamWorks SKG năm 1994 và giải thể Geffen Pictures năm 1998, bản quyền làm phim đã thuộc về Warner Bros. Cuối thập niên 1990, sau thành công của bộ phim tiểu sử về Tina Turner, What's Love Got to Do with It của hãng Touchstone Pictures, Warner đã có kế hoạch thực hiện bộ phim với đạo diễn Joel Schumacher. Đạo diễn này định mời ca sĩ Lauryn Hill vào vai Deena và Kelly Price vào vai Effie. Thất bại của hãng Warner với bộ phim tiểu sử về danh ca Frankie Lymon, Why Do Fools Fall in Love, đã khiến kế hoạch Dreamgirls bị ngừng lại lần nữa.
Bộ phim nhạc kịch chuyển thể từ Broadway, Chicago đã giành được thành công cả về doanh thu lẫn phê bình, dẫn đến việc mở ra cơ hội mới cho Dreamgirls của DreamWorks. Nhà biên kịch kiêm đạo diễn Bill Condon, người viết kịch bản cho phim Chicago, đã gặp gỡ nhà sản xuất Laurence Mark trong một bữa tiệc Hollywood vào năm 2002, và họ đã nói chuyện về "kế hoạch mơ ước" ấp ủ từ lâu của Condon, rằng sẽ được chuyển thể Dreamgirls thành phim. Cả hai đã cùng ăn tối với Geffen, và cuối cùng đã thành công trong việc thuyết phục được ông bật đèn xanh cho dự án của họ.
Warner Bros. đơn vị giữ bản quyền làm phim, đã đồng ý hợp tác sản xuất với hãng DreamWorks. Tuy nhiên, sau khi công việc phân vai hoàn thành, kinh phí bộ phim được đưa ra là khoảng 73 triệu đôla, dẫn đến việc Warner rút lui khỏi dự án. Geffen, với vai trò đồng sản xuất, đã đưa Paramount Pictures tham gia đồng tài trợ và phát hành phim. Trong quá trình sản xuất phim, công ty mẹ của Paramount Pictures, Viacom, đã mua lại DreamWorks và đưa hai hãng này đều trở thành chi nhánh của công ty. Bộ phim cuối cùng có chi phí sản xuất là 75 triệu đôla, biến Dreamgirls trở thành bộ phim với dàn diễn viên toàn người da đen đắt giá nhất trong lịch sử điện ảnh.

### Kịch bản
Kịch bản phim nhìn chung vẫn giữ nguyên cốt truyện chung của tác phẩm nhạc kịch, tuy đã có một số thay đổi quan trọng. Thành phố quê hương của The Dreams, địa điểm của nhiều sự kiện trong phim, đã được chuyển từ Chicago về Detroit, quê hương thực sự của các thành viên Supremes. Theo đề nghị của Geffen, nhiều nhân vật trong phim đã được xây dựng cho gần gũi hơn với nguyên mẫu thực của họ ngoài đời. Ví dụ, đế chế âm nhạc của Curtis Taylor đã được mở rộng bên ngoài nhóm Deena Jones & the Dreams, cũng để cho giống với hãng Motown của Gordy. C.C. White, nhạc sĩ sáng tác ca khúc và nhà sản xuất chính của Rainbow Records cũng được thể hiện cho giống với Smokey Robinson hơn là trong vở nhạc kịch. Một số thay đổi khác như chuyển chương trình tìm kiếm tài năng (ở đầu bộ phim) từ Đêm Nghiệp dư Nhà hát Apollo thành chương trình ở Detroit, hay đưa nhân vật Michelle Morris xuất hiện sớm hơn so với trong kịch bản sân khấu ban đầu.
Một thay đổi quan trọng nữa là ở sự sắp xếp các ca khúc ở hồi hai: như trong phiên bản gốc, ca khúc "I Miss You" đã được biểu diễn bởi C.C. và Effie khi họ hòa giải với nhau, thì trong phim, ca khúc này lại được một nữ ca sĩ (Loretta Devine) hát ở hộp đêm nơi Effie vẫn thường đến biểu diễn. Ngoài ra, bốn ca khúc mới đã được đưa vào trong phim, và được sắp xếp ở những tình tiết khác nhau gắn với cốt truyện chung của cả kịch bản.

### Phân vai và luyện tập

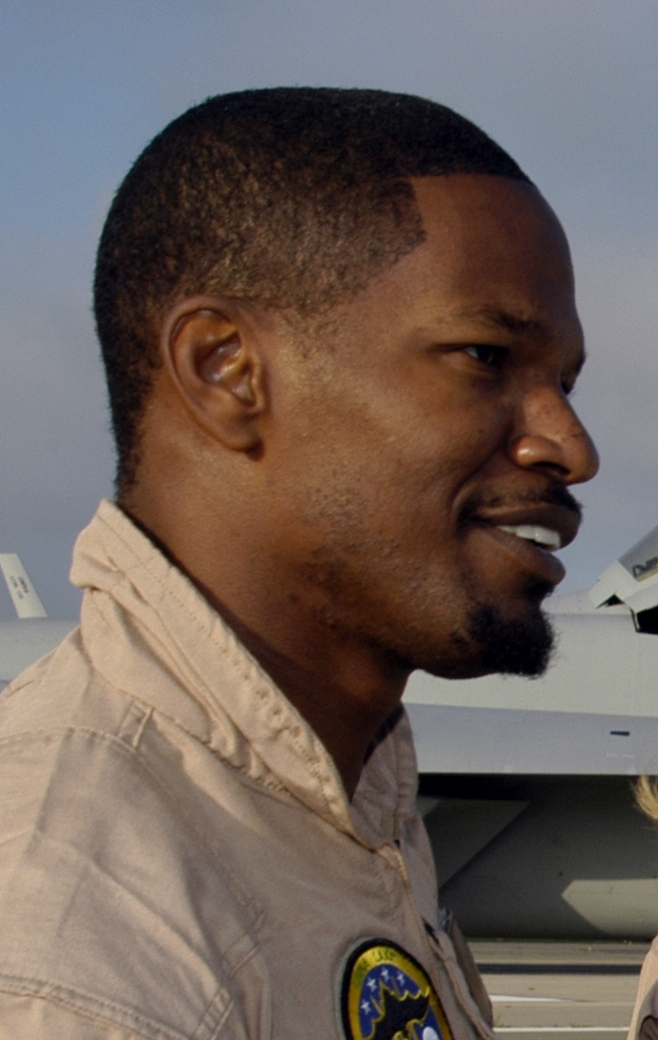
Jamie Foxx, người thể hiện nhân vật Curtis Taylor.

Jamie Foxx chính là người đầu tiên mà các nhà sản xuất lựa chọn để vào vai chính Curtis Taylor, Jr., tuy nhiên dù thích thú với vai diễn, nam diễn viên này lúc đầu vẫn nói lời từ chối vì cho rằng cát-xê quá thấp. Vai diễn này sau đó được đưa ra đề nghi với Denzel Washington, nhưng anh cũng từ chối với lý do không biết hát. Những ngôi sao khác như Will Smith và Terrence Howard cũng đã từng nằm trong số những người được lựa chọn vào vai Curtis. Trong khi đấy, nữ ca sĩ R&B Beyoncé Knowles đã được phân vai Deena Jones sau khi đã diễn thử thành công. Danh hài Eddie Murphy, cũng từng là ca sĩ trong những năm 1980, đã đồng ý nhận vai James "Thunder" Early nhờ sự thuyết phục bởi người đồng sáng lập hãng DreamWorks, Jeffrey Katzenberg. Nhờ thế, Dreamgirls trở thành bộ phim trở lại đầu tiên của Murphy với hãng Paramount kể từ Vampire in Brooklyn năm 1995, mở đầu cho những sự cộng tác tiếp tục của Murphy với hãng sau phim này.
Khi biết rằng Knowles và Murphy sẽ đóng trong bộ phim, Foxx đã thay đổi quyết định và chấp nhận tham gia kể cả với cát-xê thấp. Với vai diễn C.C. White, ngôi sao R&B Usher hay rapper André 3000 của nhóm OutKast đã từng được mời đóng nhưng đều từ chối. Có thời điểm ca sĩ Omarion được cho là đã nhận vai này, nhưng cuối cùng người nhận vai C.C. lại là diễn viên kiêm ca sĩ Keith Robinson.
Anika Noni Rose, diễn viên Broadway từng giành giải Tony, đã giành được vai Lorrell Robinson sau một cuộc thi tuyển. Rose, trên thực tế thấp hơn hơn hầu hết bạn đồng diễn với mình, chỉ cao có 5 foot và 2 inch, đã bị yêu cầu phải diễn (và nhảy) trên một đôi giày cao gót cỡ 4-5 inch (127 mm) trong hầu hết bộ phim, vì thế sau này cô than phiền rằng nó khiến cô không thoải mái. Trước đấy, Rose cũng đã đóng một số phim, trong đó có From Justin to Kelly với hai thí sinh American Idol khác là Kelly Clarkson và Justin Guarini.
Quyết định phân vai quan trọng nhất tập trung ở Effie White, nhân vật nhiều cảm xúc và là trung tâm của cả phim. Người ta quyết định rằng thay vì mời những ngôi sao nổi tiếng, vai diễn này sẽ được trao cho một diễn viên không mấy người biết, cũng giống như trường hợp của nữ diễn viên Jennifer Holliday, người đóng trong vở nhạc kịch Broadway nguyên bản khi mới 21 tuổi. Tổng cộng 783 diễn viên có khả năng hát đã đến dự tuyển, trong số đó có những người đã từng lọt vào vị trí cao trong cuộc thi American Idol như Fantasia Barrino, Jennifer Hudson; hay ca sĩ Nicci Gilbert thành viên nhóm Brownstone, ngôi sao truyền hình Raven-Symone và diễn viên Broadway Capathia Jenkins. Người chiến thắng trong cuộc tuyển chọn là Jenifer Hudson, vượt qua cả American Idol năm 2004 và người được kỳ vọng là Fantasia Barrino, và đây cũng trở thành vai diễn đầu tiên của cô. Để tham gia bộ phim, Hudson được yêu cầu phải tăng lên đến 20 pound (9 kg), và ngược lại, Beyoncé lại phải giảm cũng 20 pound để vào vai Deena mảnh dẻ yêu kiều. Trong một bài phỏng vấn sau này, Beyoncé đã nói rằng ước gì cô có thể tăng lên 20 pound và được đóng vai Effie.
Sau khi đã tìm được Effie White, dàn diễn viên Dreamgirls bắt đầu luyện tập với Condon và biên đạo Fatima Robinson, người trước đây hoạt động trong ngành công nghệ video ca nhạc. Đồng thời, ê-kíp âm nhạc bắt đầu làm việc với những diễn viên và nhạc sĩ để thu âm các ca khúc trong phim. Dù quá trình luyện tập đã kết thúc trước Giáng sinh năm 2005, Bill Condon vẫn gọi Hudson đến để luyện tập một mình, giúp cô có thể thể hiện tốt hơn nhân vật Effie. Họ tập dượt lời thoại và diễn xuất trong suốt cả tuần, hầu như không lúc nào ngơi nghỉ. Hudson nhớ lại Condon đã nói rằng cô "quá dịu dàng", và muốn cô cư xử khác đi, muốn cô không nói cảm ơn, đến trễ và khi đi vào phòng tập phải hành động như "một kẻ đáng ghét", phải "tức giận", "khiếm nhã", "xấu tính" và "là một diva" ("be a diva").
Một số diễn viên đã từng đóng trong vở nhạc kịch Broadway cũng tham gia trong phim: Loretta Devine (đóng Lorell trong vở kịch gốc) vào vai một nữ ca sĩ nhạc jazz thể hiện ca khúc "I Miss You Old Friend"; Hinton Battle, từng đóng vai James "Thunder" Early, thể hiện nhân vật Wayne, cộng sự thân tín của Curtis; và Yvette Cason, từng là diễn viên dự bị của vai Effie, đóng vai bà May Jones, mẹ của Deena.

### Quay phim

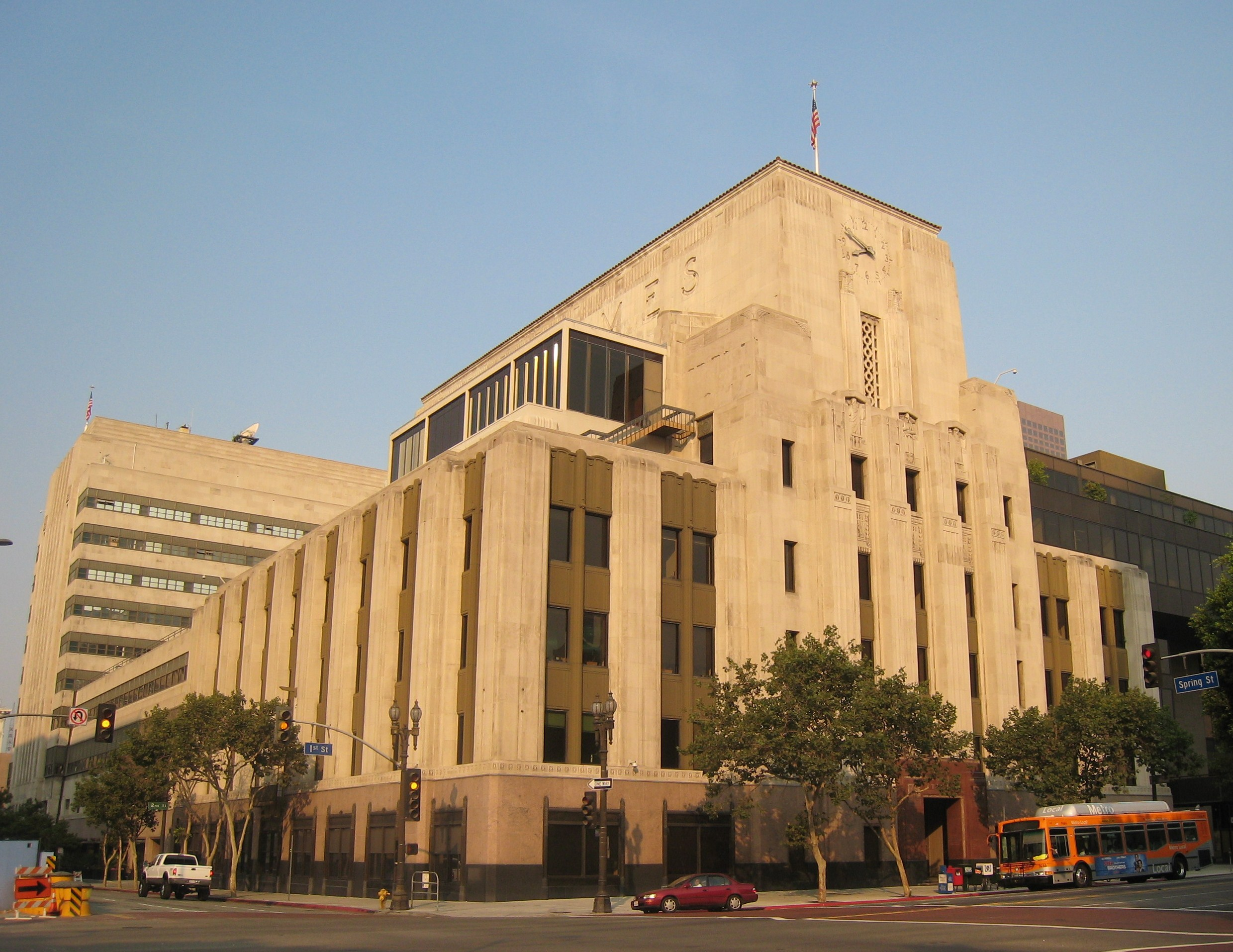
Tòa nhà Los Angeles Times, nơi thực hiện các cảnh quay trụ sở hãng Rainbow Records.

Bộ phim khởi quay vào 6 tháng 1 năm 2006, với cảnh được quay đầu tiên là màn vũ điệu trong nửa đầu ca khúc "Steppin' to the Bad Side", mà sau này đã bị cắt bỏ ra khỏi phim. Quá trình quay phim được thực hiện chủ yếu ở Trường quay Trung tâm Los Angeles, cũng như các địa điểm thuộc khu vực Los Angeles. Các cảnh quay phụ (second unit) được thực hiện ở các thành phố Detroit, Miami và New York. Đội ngũ ánh sáng Broadway từng giành giải Tony, với Jules Fisher & Peggy Eisenhauer, đã được mời để đem kỹ thuật ánh sáng sân khấu của họ vào các màn trình diễn trong phim.
Đạo diễn hình ảnh của phim là Tobias A. Schliessler, nhà quay phim đã từng cộng tác với Condon trong bộ phim Candyman: Farewell to the Flesh vào năm 1995. Ấn tượng với kỹ năng lia máy linh hoạt và khả năng cảm nhận màu sắc của Schliessler, cũng như với các cảnh quay trong phim Friday Night Lights, Condon đã quyết định lựa chọn Schliessler, người mà có thể đáp ứng được yêu cầu "truyền tải một cảm giác chân thực cao độ". Máy quay chính được sử dụng là Kodak 500 ASA, cùng máy 200 ASA để quay ngoài trời, và Schliessler còn sử dụng bốn chiếc Panavision Platinum để bao xung quanh các cảnh quay. Condon, Schliessler và nhà thiết kế sản xuất John Myhre đã tham khảo rất nhiều bộ phim nhạc kịch, và họ đã học tập phong cách của Vincente Minnelli, sử dụng màu sắc để "kể một câu chuyện". Nếu trong những cảnh của thập niên 1960, phim sử dụng những màu chói, như đỏ và tía, thì vào thập niên 1970, màu chủ đạo lại chuyển thành các màu nhẹ hơn. Hay như trong ca khúc "Steppin' to the Bad Side", màu đỏ và đen lại được sử dụng nhiều.
John Myhre và nhà thiết kế phục trang Sharen Davis cũng thành công trong việc xây dựng một không gian mang đậm phong cách ngược thời gian, tới những thập niên 1960-1970 ở Hoa Kỳ. Đa phần những công trình xuất hiện trong phim đều là những địa điểm có thực ở Los Angeles, ngoại trừ một số nơi đã được Myhre xây dựng lại vì những địa điểm tương tự đều quá hiện đại. Ông đã cho xây dựng văn phòng xe Cadillac ở Detroit trên một bãi đất trống, cũng như tái hiện hình ảnh một câu lạc bộ ở Miami hay sân khấu Caesars Palace của thập niên 1960. Trụ sở của Rainbow Records, một "tòa nhà lớn, vô hồn, làm bằng đá và kính" thực chất lại là một cánh của tòa nhà trụ sở tờ Los Angeles Times, được xây dựng từ những năm 1970. Cũng như vậy, phục trang của nhân vật, phong cách ăn mặc, kiểu tóc, trang điểm... cũng được Sharen Davis thiết kế dựa trên phong cách thời trang ở thập niên 1960-1970 về trước, khi nó gắn liền với âm thanh Motown và được những người Mỹ gốc Phi chiếm hữu. Trong 120 bộ trang phục cô đã thiết kế cho Dreamgirls, cũng thể hiện sự thay đổi theo thời gian, từ phong cách swing những năm 1960 cho tới sự đậm chất disco trong thập niên sau đó. Trang phục cho mỗi nhân vật được Davis dựa trên phong cách của những ngôi sao ngoài đời, như với Deena của Beyonce là Cher, Effie của Hudson là Aretha Franklin hay của Murphy thì lại mô phỏng nam danh ca Prince và Marvin Gaye. Theo Condon, Davis thực sự là một "người kể chuyện", với khả năng khắc họa từng thời kỳ và từng biến đổi của nhân vật qua những bộ trang phục mà cô thiết kế.

Jennifer Hudson đóng Effie White trong cảnh ca khúc "And I Am Telling You I'm Not Going", cảnh được quay cuối cùng và xúc động mạnh nhất trong bộ phim.

Công việc quay phim kết thúc vào 8 tháng 4 năm 2006, sau bốn ngày để thực hiện cảnh quay cuối cùng, Jennifer Hudson với ca khúc "And I Am Telling You I'm Not Going". Trong ca khúc này, nhân vật Effie White hát lên nỗi đau khổ của mình khi cố níu kéo tình yêu của Curtis Taylor nhưng rồi vẫn vô vọng. Những diễn xuất trong cảnh quay đa phần được giữ nguyên từ phiên bản nhạc kịch gốc, mà đã được Jennifer Holliday và Ben Harney biểu diễn trong lễ trao giải Tony năm 1982. Condon nhớ lại rằng khi Hudson lần đầu hát ca khúc này lên, cả ê-kíp đã sững sờ, và "Đó là màn trình diễn phi thường nhất mà chúng tôi từng thấy... Tôi muốn khán giả cảm nhận được nỗi đau đớn và tuyệt vọng của cô [Effie]".

### Âm nhạc
Hầu hết các ca khúc trong phim đều được giữ lại từ vở nhạc kịch gốc, do Henry Krieger viết nhạc và Tom Eyen viết lời. Nhà điều phối âm nhạc của Dreamgirls, Randy Spendlove và Matt Sullivan, đã thuê nhóm sản xuất R&B, The Underdogs - gồm Harvey Mason, Jr. và Damon Thomas - sản xuất và hòa âm phối khí cho các ca khúc của Krieger & Eyen, để làm sao cho chúng vừa phản ánh đúng thời kỳ thích hợp, lại vừa mang hơi thở của âm nhạc R&B/pop hiện đại. Trong thời gian hậu kỳ, nhà soạn nhạc Stephen Trask đã được ký hợp đồng để cung cấp thêm những chất liệu âm nhạc cho bộ phim.
Quá trình duyệt lại đã rút gọn một phần quan trọng trong âm nhạc của phim. Nhiều đoạn hát nói, hay đối thoại bằng cách hát, trong vở nhạc kịch đã được thay thế hoàn toàn bằng giọng nói bình thường. 9 trong số 32 ca khúc độc lập từ phiên bản nhạc kịch cũng bị bỏ qua trong phiên bản phim, trong số đó có các ca khúc hát đơn của Lorell, "Ain't No Party", "Press Conference", và "Party, Party". Một đoạn điệp khúc cho dàn hợp xướng, "showbiz... it's just showbiz", cũng bị cắt bỏ. Ca khúc thể hiện sự đoàn tụ của C.C. và Effie White ở hồi II, mang tên "Effie, Sing My Song", dù đã được quay nhưng cuối cùng lại thay thế bằng phiên bản nói khác sau khi đã được chiếu thử.
Bốn bài hát mới được thêm vào trong Dreamgirls bao gồm "Love You I Do", "Patience", "Perfect World" và "Listen", tất cả đều do Henry Krieger sáng tác. Vì người cộng sự của ông, Tom Eyen, đã mất năm 1991, nên nhiều đồng tác giả khác nhau đã tham gia viết lời cho các nhạc phẩm mới. "Love You I Do", lời của Siedah Garrett, được biểu diễn khi Effie luyện tập tại studio của Rainbow Records; Willie Reale đã viết lời bài "Patience", biểu diễn bởi Jimmy, Lorrell, C.C. và dàn đồng ca phúc âm, khi những nhân vật này đang cố gắng tìm ra một phong cách mới cho Jimmy. Đây là một "ca khúc thông điệp" với đề tài phản chiến, có phong cách tương tự những nhạc phẩm của Marvin Gaye, Stevie Wonder và Donny Hathaway đầu thập niên 1970. "Perfect World", lời cũng do Garrett, do nhóm nhạc mô phỏng Jackson 5, The Campbell Connection hát tại lễ kỷ niệm năm thứ 10 thành lập hãng Rainbow. Ca khúc "Listen", có sự tham gia sản xuất của Scott Cutler và Beyoncé Knowles, cùng ca từ của Anne Preven, được Deena hát để bày tỏ sự thất vọng với Curtis, cũng là lúc cô quyết định tìm lại chính bản thân mình.

#### Album nhạc phim
- Trục trặc khi nghe? Xem hướng dẫn.

Album nhạc phim Dreamgirls: Music from the Motion Picture, được phát hành vào 5 tháng 12 bởi Music World Entertainment/Columbia Records, ở hai dạng khác nhau: một đĩa - chỉ chứa những ca khúc nổi bật - và hai đĩa, "Deluxe Version", bao gồm toàn bộ nhạc phẩm trong phim. Phiên bản một đĩa (single-disc) đã giành được vị trí quán quân trong hai tuần tại Billboard 200, dù rằng số lượng đĩa bán ra mỗi tuần cũng đạt mức thấp - từ 60-68.000 đĩa, khiến album này trở thành album quán quân có doanh số bán đĩa thấp nhất kể từ khi Nielsen SoundScan bắt đầu theo dõi dữ liệu năm 1991. Album này cũng leo lên vị trí đầu bảng xếp hạng Billboard Top Soundtracks và Billboard R&B/Hip-Hop Albums Chart, cũng như vị trí thứ 7 tại United World Chart. Theo Billboard, trong năm 2007, album đã bán tổng cộng hơn 1,1 triệu bản. Đĩa đơn đầu tiên lấy từ album, "One Night Only" phiên bản disco của Deena Jones & the Dreams, được phát hành tháng 8 năm 2006, bốn tháng trước khi phát hành phim. Hai đĩa đơn tiếp theo là: "Listen", ra mắt cuối tháng 1 năm 2007 tại Mỹ, cùng hai video được thực hiện với Beyoncé để quảng bá; và "And I Am Telling You I'm Not Going", chỉ được phát hành dưới dạng download trên mạng vào tháng 12 năm 2006. Dù Condon đã có kế hoạch quay một video cho đĩa đơn này, nhưng cuối cùng khi video phát hành lại chỉ gồm cảnh quay cắt lại tương ứng từ bộ phim.
Tại lễ trao giải Grammy 2008, album này đã nhận được đề cử cho Album soundtrack hay nhất, nhưng lại mất giải về album Love của The Beatles. Một nhạc phẩm trong album, "Love You I Do" đã giành thắng lợi ở hạng mục "Ca khúc hay nhất được viết cho phim, truyền hình và các sản phẩm truyền thông thị giác khác".

## Phát hành
Dreamgirls trình chiếu lần đầu trước công chúng vào 4 tháng 12 năm 2006 tại Nhà hát Ziegfeld, thành phố New York và đã nhận được sự ủng hộ tích cực của khán giả. Tại Los Angeles, buổi chiếu đầu tiên được tổ chức vào 11 tháng 12 tại Nhà hát Wilshire ở Beverly Hills.
Theo bước những bộ phim nhạc kịch Hollywood trước đây như The Sound of Music, My Fair Lady hay West Side Story, Dreamgirls đã thực hiện ra mắt khán giả với ba chương trình road-show đặc biệt kéo dài 10 ngày, khởi đầu từ 15 tháng 12, ở ba địa điểm: Nhà hát Ziegfeld ở New York, Cinerama Dome ở Los Angeles và AMC Metreon 15 ở San Francisco. Giá vé cho mỗi ghế là 25 đôla; với những vé đặc biệt còn được tặng thêm một bản chương trình 41 trang có màu, cùng một tờ in thạch bản với số lượng hạn chế. Dreamgirls cũng chính là bộ phim Mỹ đầu tiên được phát hành qua road-show kể từ Man of La Mancha năm 1972. Tổng cộng, bộ phim đã thu được 851.664 USD tiền bán vé từ những roadshow này.
Bộ phim công chiếu trên toàn nước Mỹ vào 25 tháng 12 năm 2006, với tổng doanh thu trong tuần đó là 9.577.759 USD. Nó đã lọt vào top 10 phim ăn khách nhất tại Mỹ trong 8 tuần, trong đó vị trí cao nhất là số 3, với tổng số rạp chiếu cao nhất là 2.797 rạp. Phim được công chiếu tại Úc vào 18 tháng 1, tại Anh vào 2 tháng 2, cũng như các nước khác vào khoảng giữa tháng 1 và đầu tháng 3 năm 2007. Bộ phim ra mắt khán giả Việt Nam tại Hà Nội vào ngày 16 tháng 2, và tại Thành phố Hồ Chí Minh vào 23 tháng 2. Doanh thu trên toàn cầu của Dreamgirls tính đến 19 tháng 4 năm 2007 là 154.852.975 USD, trong đó có 103.365.956 USD từ thị trường Mỹ và 51.487.019 USD từ các nước khác. Ngoài Hoa Kỳ, doanh thu cao nhất của Dreamgirls thuộc về thị trường Nhật (16,1 triệu USD), tiếp đó là tại Anh, Ireland, Malta (7,4 triệu), Hàn Quốc (4,7 triệu), Úc (3,7 triệu) và Đức (3,2 triệu).
Hiệp hội Điện ảnh Hoa Kỳ đã xếp bộ phim ở hạng PG-13 vì có một số câu thô tục, vài cảnh liên quan đến tình dục và sử dụng chất kích thích.

## Đánh giá
Nhìn chung, Dreamgirls được các nhà phê bình đánh giá tích cực, với 78% trong tổng số 207 bài phê bình trên trang thống kê phê bình Rotten Tomatoes (85% trong 41 nhà phê bình hàng đầu), cũng như 76/100 từ 37 bài phê bình trên trang Metacritic. Về công chúng, bộ phim cũng được đánh giá khả quan với 71% đánh giá tích cực từ khán giả trên Rotten Tomatoes.
Peter Travers ở tạp chí Rolling Stone đã cho bộ phim 3 sao rưỡi (trên bốn sao) và vị trí thứ hai trong danh sách "phim hay nhất năm 2006" của ông, nói rằng "dù có những ngắc ngứ khi chuyển thể, Condon cũng khiến Dreamgirls tự hào". David Rooney của tờ Variety cho rằng bộ phim đã đem tới "những cảnh âm nhạc say mê mạnh mẽ" và rằng "sau những The Phantom of the Opera, Rent và The Producers thất bại khi chuyển thể từ sân khấu lên màn ảnh, Dreamgirls đã làm được điều đó". Thậm chí, Liam Lacey tại The Globe and Mail còn cho phim bốn sao và nói rằng Dreamgirls là một trong những bộ phim ca nhạc hay nhất trong lịch sử.
Bên cạnh đó, hai diễn viên phụ của phim, Eddie Murphy và Jennifer Hudson cũng nhận được sự đánh giá cao của nhiều nhà phê bình. Travers khen ngợi màn trình diễn "Jimmy's Rap" của Murphy là "khoảnh khắc đẹp nhất trên màn ảnh của Murphy", và rằng anh chưa bao giờ đạt được mức xa đến thế trong cảm xúc, hay Richard Roeper cũng cho rằng Jimmy Early có thể là vai diễn tốt nhất mà Murphy từng đóng. Với Hudson, cảnh ca khúc "And I Am Telling You I'm Not Going" được đánh giá là "thời khắc làm nên ngôi sao" của cô, mà cô đã truyền tải nó với "tình yêu và cảm xúc dữ dội", và "một trong những cảnh đáng xem nhất của điện ảnh trong năm". David Ansen trên Newsweek, khi đánh giá bộ phim gần như tốt ở mọi mặt, từ thiết kế, quay phim, âm nhạc, đạo diễn đến dàn diễn viên, đã nhấn mạnh "bộ phim thuộc về Hudson" và "khi cô ấy ở giữa sân khấu, Dreamgirls sẽ đưa bạn đến với thiên đường phim nhạc kịch". Claudia Puig trên USA Today cũng có ý kiến Hudson là trái tim và linh hồn của cả phim, "khi cô ấy trên màn ảnh, bộ phim tỏa sáng; khi cô ấy đi, toàn bộ nỗ lực trở nên tồi tệ"; và bà còn cho rằng Knowles là người tệ nhất, dù xinh đẹp và có giọng hát không có gì bàn cãi, nhưng diễn xuất thật buồn tẻ và một màu, tương phản với chân dung đa sắc thái của Hudson. Oprah Winfrey sau khi xem bộ phim tại buổi trình chiếu trước báo chí ngày 15 tháng 11, đã gọi điện cho Hudson trong The Oprah Winfrey Show vào ngày hôm sau, ca ngợi sự thể hiện của cô là "một sự trải nghiệm tôn giáo" và "một màn trình diễn phi thường".
Vào 10 tháng 12 năm 2006, tại chương trình truyền hình Ebert & Roeper, Richard Roeper và nhà phê bình khách mời Aisha Tyler (thay thế cho Roger Ebert vắng mặt) đã cho bộ phim "two thumbs up" (hai ngón cái đều giơ lên - tức ủng hộ của cả hai nhà phê bình); cùng với đánh giá dè dặt của Roeper rằng Dreamgirls dù "rất hào nhoáng và chói sáng", "tràn đầy sự say mê và tài năng", nhưng nó chỉ là "một khoảnh khắc ngắn ngủi trong trái tim và tâm hồn", quá rập khuôn theo quy ước và "không phải là bộ phim hay nhất trong năm", dù Roeper cho rằng phim có thể giành được giải Oscar Phim hay nhất. Roeper còn cho rằng Condon dường như đã lưỡng lự trong việc biến Dreamgirls thành một phim thuần nhạc kịch hay một vở kịch mêlô (melodrama) với âm nhạc, khi đa số thời gian nhân vật chỉ nói và diễn, phần âm nhạc của phim gắn với biểu diễn trên sân khấu, trong khi có lúc các nhân vật lại hội thoại với nhau qua những đoạn nhạc ngắn, và ông cho rằng tốt hơn hết là tất cả đoạn hát đều được thực hiện trên sân khấu, hay ít nhất trong những cảnh riêng biệt. Owen Gleiberman của Entertainment Weekly đánh giá Dreamgirls là một trong những bộ phim nhạc kịch hiếm hoi chứa đựng sự say mê phấn khích thực sự, và một tiếng đầu bộ phim tạo nên sự kích thích với năng lượng của câu truyện kể tuôn ra trôi chảy, nhưng nửa sau lại trở nên "hơi rỗng tuếch" và kết thúc bộ phim đã khiến nó trở thành một phim tốt hơn là một phim xuất sắc. Ông còn cho rằng phim có một diva đích thực, Effie của Hudson, nhưng câu chuyện của cô lại không thể thực sự khiến người xem xúc động. Lisa Kennedy trên Denver Post, cho rằng phim hài hước và ngọt ngào, với những bộ trang phục nhiều màu sắc và giai điệu sôi động, giống như một "champagne cocktail", và đây là một phim gần như hoàn hảo để xem trong kỳ nghỉ. Tuy thế, bà cũng đánh giá Dreamgirls không phải là phim tuyệt hay, khi mà Condon không thể truyền tải được tham vọng quyền lực đã đưa Curtis Taylor trở thành ông chủ của Rainbow, cũng như Jamie Foxx đã thể hiện không tốt, và Jennifer Hudson cũng không đạt được những gì mà Jennifer Holliday trên sân khấu Broadway đã làm được. Ed Gonzales của tạp chí Slant bày tỏ rằng bộ phim không quan tâm đến việc thể hiện rõ ràng những cảm xúc xuất hiện ở các nhân vật. Kirk Honeycutt ở báo The Hollywood Reporter nhận định đây là một bộ phim thương mại tương đối tốt, có "năng lượng và tài năng và để bùng cháy", nhưng lại "bỏ quên chính trái tim của nó", và không phải là phim có thể "sẽ làm hồi sinh thể loại phim ca nhạc hay giành thắng lợi trên toàn thế giới".
Trong những phê bình tương đối gay gắt về Dreamgirls có A.O. Scott của The New York Times, khi cho rằng phim đi theo một bản sao sưu tầm sửa đổi lại của cách thức mà Hollywood thường sử dụng - dễ dàng và có quy tắc. Ông không cho rằng những người thực hiện bộ phim - Condon và các diễn viên - không thực hiện hết sức mình, đặc biệt còn đánh giá cao diễn xuất của Murphy, hay nói rằng Condon cũng phần nào đó thành công trong việc duy trì dòng chảy cảm xúc và cốt truyện của phim thông qua những ca khúc. Tuy nhiên, vấn đề lớn nhất của phim - theo Scott - chính là âm nhạc, mà Scott coi là "bất hạnh mang tính bản ngữ và lịch sử", khi mà nó không đi đúng với thời kỳ lịch sử của phim và gây hại đến tham vọng mà bộ phim đề cập - lịch sử của nước Mỹ da đen thông qua lăng kính văn hóa đại chúng; khiến cho Dreamgirls dẫu có "những màn trình diễn sinh động và phấn khởi" nhưng vẫn thiếu đi cái hồn của phim. Dù thế, Scott vẫn cho rằng phim có những ca khúc đáng nhớ, đặc biệt là hai bài "And I Am Telling You I'm Not Going" của Hudson và "Listen" của Knowles. Nathan Rabin ở A.V. Club cho bộ phim một dấu D+, và nói rằng Condon đã gặp phải những sai lầm lớn và quen thuộc, chuỗi dài bất tận những cảnh hội thoại bằng âm nhạc (melodrama) cũng như những ca khúc đã chứng tỏ sự kiệt sức, và thứ duy nhất giữ Dreamgirls khỏi sự hôn mê mùi mẫn ("sugary coma") là năng lượng mà Eddie Murphy mang lại. Ông coi Dreamgirls là "sự xúc phạm văn hóa pop: một bộ phim về nhạc soul nhưng lại không có một chút tâm hồn ("soul") nào.

## Giải thưởng
DreamWorks và Paramount đã mở một cuộc vận động giải thưởng cho Dreamgirls ngay từ khi bộ phim còn trong quá trình sản xuất. Tháng 2 năm 2006, giới truyền thông được mời tới tham dự một chương trình trực tiếp đặc biệt giới thiệu về việc sản xuất phim, trong đó có màn biểu diễn trực tiếp của các diễn viên với ca khúc "Steppin' to the Bad Side". Ba tháng sau, hai mươi phút được trích từ phim, bao gồm cảnh các ca khúc "Fake Your Way to the Top", "Family", "When I First Saw You" và "Dreamgirls", đã được trình chiếu tại Liên hoan phim Cannes 2006, với sự có mặt của hầu hết đội ngũ diễn viên và ê-kíp sản xuất. Những sự kiện này đã giúp Dreamgirls được nhận định có thể sẽ là "ứng cử viên triển vọng" (front-runner) cho Giải Oscar phim hay nhất cũng như các hạng mục Oscar khác.
Tiếp theo thành công tại liên hoan phim Cannes, DreamWorks và Paramount lại khởi động một chiến dịch quảng cáo "For Your Consideration" rộng rãi; và cũng đã gây ngạc nhiên khi hạ vị trí vai Effie White để Jennifer Hudson ứng cử nữ diễn viên phụ xuất sắc nhất, và giữ Beyoncé trở thành ứng cử viên duy nhất cho hạng mục nữ diễn viên chính, thay vì đưa cả hai cùng ứng cử với vai trò nữ diễn viên chính. Ngược lại, ở phiên bản nhạc kịch, cả hai diễn viên đóng vai Effie và Deena, Jennifer Holliday và Sheryl Lee Ralph, đều được đề cử giải Tony cho Nữ diễn viên chính xuất sắc nhất, và Holliday đã giành giải thưởng. Việc vai diễn của Beyoncé vượt qua vai của Hudson trong việc ứng cử khiến Tom O'Neil của tờ Los Angeles Times nói rằng "thật mỉa mai làm sao" và "chắc bởi cô ấy là Beyoncé". Tuy nhiên trong một bài viết khác cũng trên tờ này sau đó, cho rằng việc này lại là kế hoạch giúp Hudson có cơ hội cao hơn trong việc giành chiến thắng.

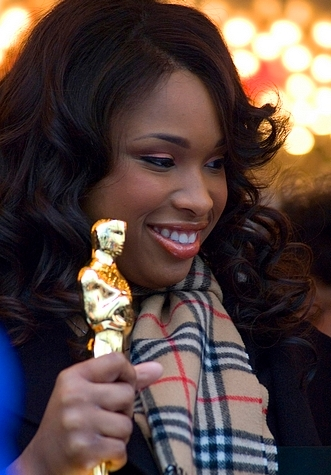
Jennifer Hudson đã nhận được tượng vàng Oscar cho vai diễn đầu tiên của cô.

Bộ phim đã giành được 8 đề cử Oscar ở 6 hạng mục, trở thành phim với nhiều đề cử Oscar nhất của cả năm, dù rằng không có giải quan trọng nào dành cho phim hay nhất, đạo diễn xuất sắc nhất cũng như giải cho nam hay nữ diễn viên chính. Những hạng mục được đề cử bao gồm: Nam diễn viên phụ xuất sắc nhất (cho Eddie Murphy), Nữ diễn viên phụ xuất sắc nhất (cho Jennifer Hudson), Thành tựu xuất sắc nhất trong phục trang, chỉ đạo nghệ thuật và âm thanh; còn lại ba đề cử đều thuộc về Ca khúc trong phim hay nhất, cho ba bài hát "Listen", "Love You I Do" và "Patience". Dreamgirls là bộ phim không phải hoạt hình đầu tiên nhận được nhiều hơn đề cử Oscar cho ca khúc trong phim (trước đó chỉ có hai bộ phim hoạt hình của Disney là Người đẹp và quái vật (1991) và Vua sư tử (1994); Chuyện thần tiên ở New York (2007), cùng với Slumdog Millionaire (2008) sau đó cũng lặp lại thành tích này). Bộ phim cũng trở thành tác phẩm đầu tiên trong lịch sử giải Oscar có số đề cử cao nhất nhưng vắng bóng ở hạng mục Phim hay nhất. Việc cái tên Dreamgirls không xuất hiện trong danh sách đề cử Phim hay nhất và các hạng mục quan trọng đã gây ngạc nhiên cho giới báo chí; nhiều tờ báo cho rằng giải Oscar đã "không đếm xỉa" ("snub") đến bộ phim. Mặt khác, đạo diễn Bill Condon lại phát biểu rằng: "Tôi nghĩ những thành viên Viện Hàn lâm thích những bộ phim khác hay hơn", và "chúng tôi sẽ không bao giờ giành chiến thắng kể cả khi chúng tôi được đề cử".
Tại lễ trao giải Oscar ngày 25 tháng 2 năm 2007, rốt cuộc Dreamgirls lại thất bại ở hầu hết các hạng mục, chỉ giành được 2 giải là Âm thanh (cho Michael Minkler, Bob Beemer và Willie D. Burton) và Nữ diễn viên phụ xuất sắc nhất. Dù rất hy vọng, nhưng cuối cùng Eddie Murphy đã mất giải Nam diễn viên phụ xuất sắc nhất về tay Alan Arkin của phim Little Miss Sunshine. Trong đêm đó, Beyoncé Knowles, Jennifer Hudson, Anika Noni Rose và Keith Robinson đã biểu diễn ba bài hát của Dreamgirls được đề cử cho Ca khúc hay nhất, dù cả ba bài này đều không giành giải, thay vào đó là ca khúc "I Need to Wake Up" từ bộ phim tài liệu An Inconvenient Truth.
Tại lễ trao giải Quả cầu vàng, Dreamgirls được đề cử ở 5 hạng mục: Phim hay nhất ở thể loại hài kịch hay nhạc kịch, Nữ diễn viên chính xuất sắc nhất ở thể loại hài kịch hay nhạc kịch (Beyoncé Knowles), Nam diễn viên phụ xuất sắc nhất (Eddie Murphy), Nữ diễn viên phụ xuất sắc nhất (Jennifer Hudson) và Ca khúc trong phim xuất sắc nhất ("Listen"). Bộ phim thắng lớn khi trở thành phim hay nhất ở thể loại hài kịch hay nhạc kịch, cũng như nhận hai giải dành cho nam và nữ diễn viên phụ xuất sắc nhất.
Theo thống kê trên IMDb, phim đã giành được ít nhất 43 giải trên tổng số 89 đề cử ở nhiều giải thưởng lớn nhỏ khác nhau. Dreamgirls cũng lọt vào tốp 10 phim đứng đầu do Viện phim Mỹ lựa chọn năm 2006. Thành công lớn nhất của phim thuộc về Jennifer Hudson, khi cô từ một người thất bại tại American Idol 2004, lại nhận được giải Oscar, giải Quả cầu vàng, giải BAFTA và hàng chục giải thưởng khác cho vai diễn đầu tiên của mình.
| Danh sách giải thưởng và đề cử của Giấc mơ danh vọng                                                                                       | Danh sách giải thưởng và đề cử của Giấc mơ danh vọng          |
| Giải Oscar | Giải Oscar                                                    |
| --- | ------------------------------------------------------------- |
| Âm thanh (Michael Minkler, Bob Beemer, Willie D. Burton)                                                                                   | Giành giải                                                    |
| Vai nữ phụ xuất sắc nhất (Jennifer Hudson)                                                                                                 | Giành giải                                                    |
| Vai nam phụ xuất sắc nhất (Eddie Murphy)                                                                                                   | Đề cử                                                         |
| Chỉ đạo nghệ thuật xuất sắc nhất (John Myhre, Nancy Haigh)                                                                                 | Đề cử                                                         |
| Thiết kế phục trang (Sharen Davis) | Đề cử                                                         |
| Ca khúc trong phim hay nhất cho "Listen" (Henry Krieger, Scott Cutler, Anne Preven)                                                        | Đề cử                                                         |
| Ca khúc trong phim hay nhất cho "Love You I Do" (Henry Krieger, Siedah Garrett)                                                            | Đề cử                                                         |
| Ca khúc trong phim hay nhất cho "Patience" (Henry Krieger, Willie Reale)                                                                   | Đề cử                                                         |
| Giải Quả cầu vàng |                                                               |
| Phim hài kịch hay nhạc kịch hay nhất (Laurence Mark)                                                                                       | Giành giải                                                    |
| Vai nam phụ xuất sắc nhất (Eddie Murphy)                                                                                                   | Giành giải                                                    |
| Vai nữ phụ xuất sắc nhất (Jennifer Hudson)                                                                                                 | Giành giải                                                    |
| Ca khúc trong phim hay nhất cho "Listen" (Beyoncé Knowles, Henry Krieger, Anne Preven, Scott Cutler)                                       | Đề cử                                                         |
| Vai nữ chính xuất sắc nhất - Phim hài kịch hay nhạc kịch (Beyoncé Knowles )                                                                | Đề cử                                                         |
| Giải BAFTA |                                                               |
| Vai nữ phụ xuất sắc nhất (Jennifer Hudson)                                                                                                 | Giành giải                                                    |
| Giải Anthony Asquith cho nhạc phim (Henry Krieger)                                                                                         | Đề cử                                                         |
| Giải Satellite |                                                               |
| Vai nữ phụ xuất sắc nhất (Jennifer Hudson)                                                                                                 | Giành giải                                                    |
| Đạo diễn xuất sắc nhất (Bill Condon) | Đồng giành giải với Clint Eastwood trong Flags of Our Fathers |
| Phim hay nhất - Thể loại hài kịch hay nhạc kịch (Laurence Mark)                                                                            | Giành giải                                                    |
| Âm thanh xuất sắc nhất (Willie D. Burton, Michael Minkler, Bob Beemer, Richard E. Yawn)                                                    | Giành giải                                                    |
| Nữ diễn viên phụ xuất sắc nhất - Phim hài kịch hay nhạc kịch (Beyoncé Knowles)                                                             | Đề cử                                                         |
| Chỉ đạo nghệ thuật và thiết kế sản xuất xuất sắc nhất (John Myhre, Tomas Voth, Nancy Haigh)                                                | Đề cử                                                         |
| Thiết kế phục trang xuất sắc nhất (Sharen Davis)                                                                                           | Đề cử                                                         |
| Biên tập phim xuất sắc nhất (Virginia Katz)                                                                                                | Đề cử                                                         |
| Ca khúc trong phim hay nhất cho "Listen" (Henry Krieger, Anne Previn, Scott Cutler, Beyoncé Knowles)                                       | Đề cử                                                         |
| Ca khúc trong phim hay nhất cho "Love You I Do" (Henry Krieger, Siedah Garrett)                                                            | Đề cử                                                         |
| Kịch bản chuyển thể xuất sắc nhất (Bill Condon)                                                                                            | Đề cử                                                         |
| NAACP Image Awards |                                                               |
| Vai nữ phụ nổi bật - Phim truyện (Jennifer Hudson)                                                                                         | Giành giải                                                    |
| Vai nam chính nổi bật - Phim truyện (Jamie Foxx)                                                                                           | Đề cử                                                         |
| Vai nữ chính nổi bật - Phim truyện (Beyoncé Knowles)                                                                                       | Đề cử                                                         |
| Phim truyện nổi bật (Laurence Mark) | Đề cử                                                         |
| Vai nam phụ nổi bật - Phim truyện (Danny Glover)                                                                                           | Đề cử                                                         |
| Vai nam phụ nổi bật - Phim truyện (Eddie Murphy)                                                                                           | Đề cử                                                         |
| Vai nữ phụ nổi bật - Phim truyện (Anika Noni Rose)                                                                                         | Đề cử                                                         |
| MTV Movie Awards |                                                               |
| Vai diễn xuất sắc nhất (Jennifer Hudson)                                                                                                   | Đề cử                                                         |
| Vai diễn xuất sắc nhất (Beyoncé Knowles)                                                                                                   | Đề cử                                                         |
| Teen Choice Awards |                                                               |
| Vai nữ phụ được bình chọn: Phim chính kịch (Jennifer Hudson)                                                                               | Giành giải                                                    |
| Phim được bình chọn: Vai nữ đột phá (Jennifer Hudson)                                                                                      | Đề cử                                                         |
| Phim được bình chọn: Liplock (Jamie Foxx, Beyoncé Knowles)                                                                                 | Đề cử                                                         |
| Giải Grammy |                                                               |
| Ca khúc hay nhất viết cho phim, truyền hình và các sản phẩm truyền thông thị giác khác cho "Love You I Do" (Siedah Garrett, Henry Krieger) | Giành giải                                                    |
| Album soundtrack hay nhất (Beyoncé Knowles, Jennifer Hudson, Anika Noni Rose, Harvey Mason Jr....)                                         | Đề cử                                                         |

## Quảng cáo, video gia đình và sản phẩm liên quan
Để quảng bá cho bộ phim khi sắp phát hành, DreamWorks Pictures và tổ chức cấp giấy phép cho phiên bản nhạc kịch gốc, The Tams-Witmark Music Library, thông báo rằng họ sẽ trả tất cả chi phí đăng ký cho tất cả các chương trình sân khấu nghiệp dư diễn vở Dreamgirls trong năm 2006. DreamWorks hy vọng rằng với việc khuyến khích các tác phẩm nghiệp dư sẽ giúp nhiều khán thính giả hơn có thể làm quen với vở kịch. Kết quả là đã có hơn 50 trường trung học, cao đẳng, nhà hát cộng đồng và các sân khấu phi lợi nhuận khác biểu diễn Dreamgirls năm 2006, và DreamWorks đã tiêu tốn hết tới 250.000 USD để chi phí cho việc đăng ký này.
Video gia đình của Dreamgirls được DreamWorks Home Entertainment phát hành vào 1 tháng 5 năm 2007, ở các định dạng DVD, HD DVD và Blu-ray. Có hai dạng DVD là một đĩa (one-disk) thông thường và hai đĩa (two-disc), "Showstopper Edition". Phiên bản hai đĩa còn có thêm một phim tài liệu dài và các đoạn phim ngắn về quá trình sản xuất, những đoạn diễn thử và cả phim minh họa phân cảnh. Cả hai bản DVD đều có đầy đủ những nhạc phẩm mở rộng và thêm vào so với phiên bản chiếu rạp, bao gồm cả "Effie, Sing My Song" đã bị cắt bỏ trước đó. Một bản "director's cut" mở rộng của bộ phim cũng được dự định phát hành trong tương lai. Ở hai định dạng HD DVD và Blu-ray, Dreamgirls đều được phát hành dưới dạng đĩa kép. Dreamgirls cũng là phim đầu tiên của hãng DreamWorks được in ở dạng video gia đình có độ nét cao (high definition).
Phiên bản "tiểu thuyết hóa" của Dreamgirls được tác giả người Mỹ gốc Phi Denene Millner thực hiện, chuyển thể kịch bản phim trở thành các chương sách, đi kèm với 14 trang hình ảnh từ bộ phim. Cuốn sách được phát hành vào ngày 31 tháng 10 năm 2006. Một cuốn sách khác, do Bill Condon cùng nhiều tác giả, với tựa đề Dreamgirls: The Movie Musical, đã phát hành vào tháng 3 năm 2007. Cuốn sách bao gồm hơn 150 hình ảnh màu về quá trình thực hiện, kèm theo kịch bản hoàn chỉnh cũng như lời tất cả các ca khúc trong phim. Thêm vào đó, một công ty búp bê, Tonner Doll Company cũng sản xuất "bộ sưu tập Dreamgirls", bao gồm những búp bê mang hình ảnh các thành viên nhóm Dreamettes (Deena, Lorrell và Effie), được ra mắt song song với thời gian Dreamgirls phát hành.

## Chú giải
• a)^ Chitlin' circuit: tên gọi chung của chuỗi những địa điểm biểu diễn tại miền Đông và miền Nam Hoa Kỳ, nơi các nhạc sĩ, diễn viên hài cũng như nhân vật giải trí người Mỹ gốc Phi được bảo vệ và cho phép biểu diễn vào thời kỳ phân biệt chủng tộc ở Hoa Kỳ, từ cuối thế kỷ 19 cho đến suốt thập niên 1960.
• b)^ Blaxploitation: từ kết hợp giữa "black" và "exploitation". "Exploitation" là loại phim được quảng cáo nhờ khai thác (exploit) sâu vào một chủ đề nhạy cảm nào đó. Blaxploitation là thể loại phim khởi đầu ở Hoa Kỳ vào đầu những năm 1970, được thực hiện với dàn diễn viên da đen và chủ yếu nhắm vào đối tượng khán thính giả da đen thành thị.